# Święta Anna (województwo śląskie)
Święta Anna – wieś w Polsce położona w województwie śląskim, w powiecie częstochowskim, w gminie Dąbrowa Zielona.
W latach 1975–1998 miejscowość administracyjnie należała do województwa częstochowskiego.
Na terenie Aleksandrówki, graniczącym z centrum wsi Święta Anna, znajduje się katolickie sanktuarium.